# Чулок (река)
Чулок — река (старица) в России, протекает в Петропавловском и Усть-Пристанском районах Алтайском крае. Длина реки составляет 23 км.
Начинается вблизи южного берега озера Мореходное. Течёт в общем северо-западном направлении по частично заболоченной обской пойме. Впадает в старицу Крючик.

## Данные водного реестра
По данным государственного водного реестра России относится к Верхнеобскому бассейновому округу, водохозяйственный участок реки — Обь от слияния рек Бия и Катунь до города Барнаул, без реки Алей, речной подбассейн реки — бассейны притоков (Верхней) Оби до впадения Томи. Речной бассейн реки — (Верхняя) Обь до впадения Иртыша.